# Zospeum subobesum
Zospeum subobesum is een slakkensoort uit de familie van de Ellobiidae. De wetenschappelijke naam van de soort is voor het eerst geldig gepubliceerd in 1974 door Bole.